# تثقيف المريض

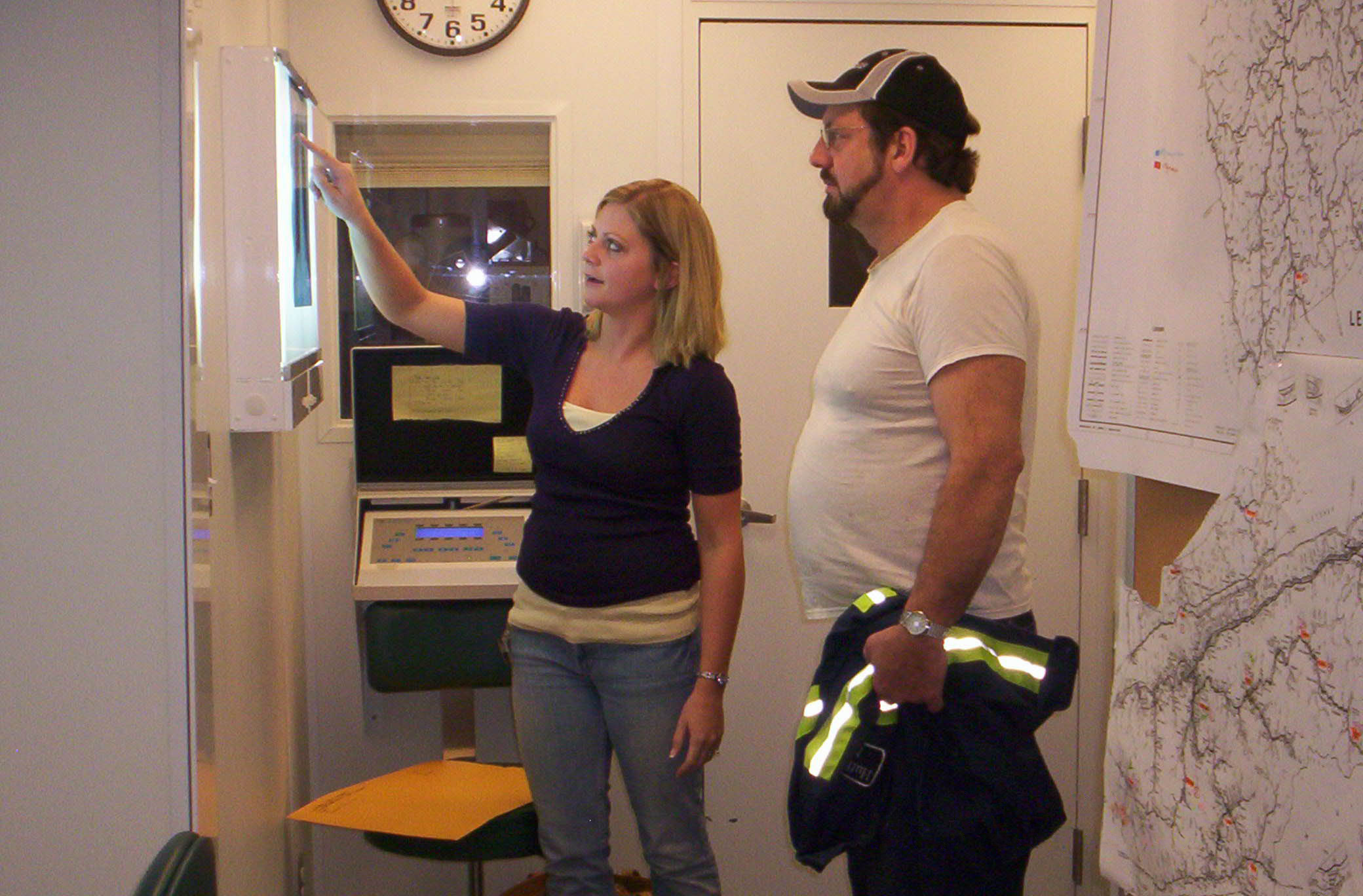

تثقيف المريض هو إجراء يقوم من خلاله المختصون بالشؤون الصحية وغيرهم بنقل المعلومات للمرضى التي من شأنها أن تساعدهم على تغيير سلوكهم الصحي أو تحسين حالتهم الصحية.
 نسخة محفوظة 28 سبتمبر 2007 على موقع واي باك مشين. ومن ضمن هؤلاء المؤهلين الصحيين: الأطباء وأخصائيو التغذية المرخص لهم، والممرضون ومقدمو الرعاية الصحية بعد الخروج من المستشفى، والعاملون في المجال الاجتماعي الطبي، والأخصائيون النفسيون ومجموعات تعزيز الصحة والوقاية من الإعاقة. علاوة على الجماعات ذات الاهتمامات الخاصة وشركات الأدوية.
إن الثقافة الصحية هي أداة تستخدم لتخطيط وإدارة برامج الرعاية ويمكن أن تتضمن كلاً من الثقافة الوقائية العامة أو الترويج الصحي والثقافة المختصة بالأمراض والحالات الصحية الجيدة.
ومن العناصر المهمة في تثقيف المرضى بناء المهارات وتحمل المسؤوليات حيث يحتاج المريض لمعرفة أين وكيف ولماذا هو بحاجة للعمل على تغيير أسلوب حياته اليومية. كما أن الجهود المبذولة من قبل المجموعة مهمة بنفس القدر ويجب مشاركة كل عضو من أعضاء فريق الرعاية الصحية الخاص بالمريض.
ويمكن اختزال أهمية تثقيف المريض بما يلي:
- الفهم الأفضل للحالات الطبية – تشخيص المرض والإعاقة.
- الفهم الأفضل لطرق ووسائل معالجة الجوانب المتعددة للحالات الطبية.
- تحسين الدعم الشخصي في تحديد العمل إما بشكل فردي بعيدا عن المؤهلين الطبيين أو بالتعاون معهم.
- المرونة المتزايدة في التعامل حيث أن التواصل المؤثر وثقافة المريض يزيدان من حافز المريض ليكون مرناً.
- مكاسب المريض. حيث أن المرضى غالباً ما يستجيبون بشكل جيد لخطة علاجهم مع تعقيدات أقل.
- الموافقة المعلنة وفيها يشعر المرضى بأنك زودتهم بالمعلومات التي يحتاجونها.
- الاستخدام أي تقليل الزيارات والمكالمات الهاتفية الغير ضرورية واستخدام أكثر فاعلية للخدمات الطبية.
- الرضى والإحالة غالبا ما بلتزم المريض بتدريبكم وإحالة مرضى آخرين للمعالجة.[2]
- إدارة الأزمات. عندما يكون للمرضى توقعات واقعية فإنه سيتعرض لمقدار أقل من المخاطر المتعلقة بسوء الممارسة.[3]